# Ploceus vitellinus
El tejedor vitelino (Ploceus vitellinus) es una especie de ave paseriforme de la familia Ploceidae que habita en África.

## Distribución
Su área de distribución se extiende por África oriental y una amplia franja colindante al Sahel por el sur, distribuido por Benín, Burkina Faso, Camerún, Chad, República Centroafricana, el noreste de la  República Democrática del Congo, Guinea Ecuatorial, Etiopía, Gambia, Ghana, Kenia, Mali, Mauritania, Níger, Nigeria, Santo Tomé y Príncipe, Senegal, Somalia, Sudán, Sudán del Sur Tanzania, Togo y Uganda.

## Subespecies
Se reconocen las siguientes:
- P. v. vitellinus (Lichtenstein, MHK, 1823)
- P. v. uluensis (Neumann, 1900)